# Onyszkowce (obwód tarnopolski)
Onyszkowce (ukr. Онишківці, Onyszkiwci) – wieś na Ukrainie  w obwodzie tarnopolskim, w rejonie krzemienieckim.